# Stictothrips maculatus
Stictothrips maculatus är en insektsart som först beskrevs av Ian A. Hood 1909.  Stictothrips maculatus ingår i släktet Stictothrips och familjen rörtripsar. Inga underarter finns listade i Catalogue of Life.